# Qualificazioni al campionato europeo maschile di calcio 2024 - Gruppo F
Il gruppo F delle qualificazioni al campionato europeo di calcio 2024 è composto da cinque squadre: Belgio, Austria, Svezia, Azerbaigian e Estonia. La composizione dei gruppi di qualificazione è stata sorteggiata il 9 ottobre 2022.

## Classifica
| Squadra     | Pt | G | V | N | P | GF | GS | DR  |
| ----------- | -- | - | - | - | - | -- | -- | --- |
| Belgio      | 20 | 8 | 6 | 2 | 0 | 22 | 4  | +18 |
| Austria     | 19 | 8 | 6 | 1 | 1 | 17 | 7  | +10 |
| Svezia      | 10 | 8 | 3 | 1 | 4 | 14 | 12 | +2  |
| Azerbaigian | 7  | 8 | 2 | 1 | 5 | 7  | 17 | -10 |
| Estonia     | 1  | 8 | 0 | 1 | 7 | 2  | 22 | -12 |

## Risultati

### Prima giornata
| Arbitro: | Bartosz Frankowski |

|                                                   |           |              |
| Sabitzer 27’, 50’ Gregoritsch 29’ Baumgartner 69’ | Marcatori | 64’ Mahmudov |

| Arbitro: | Orel Grinfeld |

|  |           |                      |
|  | Marcatori | 35’, 49’, 83’ Lukaku |

### Seconda giornata
| Arbitro: | Enea Jorgji |

|                           |           |              |
| Kainz 68’ Gregoritsch 88’ | Marcatori | 25’ Sappinen |

| Arbitro: | Stéphanie Frappart |

|                                                                          |           |  |
| Forsberg 38’ Mustafazadə 65’ (aut.) Gyökeres 79’ Karlsson 88’ Elanga 89’ | Marcatori |  |

### Terza giornata
| Arbitro: | Ondřej Berka |

|               |           |              |
| Kryvocjuk 62’ | Marcatori | 27’ Sappinen |

| Arbitro: | Jérôme Brisard |

|            |           |                    |
| Lukaku 62’ | Marcatori | 21’ (aut.) Mangala |

### Quarta giornata
| Arbitro: | Marco Guida |

|                      |           |  |
| Baumgartner 81’, 89’ | Marcatori |  |

| Arbitro: | John Beaton |

|  |           |                              |
|  | Marcatori | 37’, 40’ Lukaku 90’ Bakayoko |

### Quinta giornata
| Arbitro: | Nenad Minaković |

|  |           |              |
|  | Marcatori | 38’ Carrasco |

| Arbitro: | Horațiu Feșnic |

|  |           |                                                                 |
|  | Marcatori | 18’ Gyökeres 24’ Kulusevski 39’ Isak 75’ Quaison 90+2’ Claesson |

### Sesta giornata
| Arbitro: | Bartosz Frankowski |

|                                                             |           |  |
| Vertonghen 4’ Trossard 18’ Lukaku 56’, 58’ De Ketelaere 88’ | Marcatori |  |

| Arbitro: | Serdar Gözübüyük |

|          |           |                                            |
| Holm 90’ | Marcatori | 53’ Gregoritsch 56’, 69’ (rig.) Arnautović |

### Settima giornata
| Arbitro: | Robert Schröder |

|  |           |                                   |
|  | Marcatori | 9’ Bayramov 45+4’ (rig.) Şeydayev |

| Arbitro: | Jesús Gil Manzano |

|                                |           |                               |
| Laimer 72’ Sabitzer 84’ (rig.) | Marcatori | 12’, 55’ Lukebakio 58’ Lukaku |

### Ottava giornata
| Arbitro: | Aristotelis Diamantopoulos |

|  |           |                     |
|  | Marcatori | 48’ (rig.) Sabitzer |

| Arbitro: | Maurizio Mariani |

|                   |           |              |
| Lukaku 31’ (rig.) | Marcatori | 15’ Gyökeres |

### Nona giornata
| Arbitro: | Esther Staubli |

|                             |           |  |
| Mahmudov 3’, 89’ Dadaşov 6’ | Marcatori |  |

| Arbitro: | Nikola Dabanović |

|  |           |                         |
|  | Marcatori | 25’ Laimer 39’ Lienhart |

### Decima giornata
| Arbitro: | Gergő Bogár |

|                                        |           |  |
| Lukaku 17’, 26’, 30’, 37’ Trossard 90’ | Marcatori |  |

| Arbitro: | Fabio Maresca |

|                           |           |  |
| Claesson 22’ Forsberg 55’ | Marcatori |  |

## Classifica marcatori
14 reti
- Romelu Lukaku (1 rigore)

4 reti
- Marcel Sabitzer (2 rigori)

3 reti
- Christoph Baumgartner
- Michael Gregoritsch

- Emin Mahmudov
- Viktor Gyökeres

2 reti
- Marko Arnautović (1 rigore)
- Konrad Laimer
- Dodi Lukebakio

- Leandro Trossard
- Rauno Sappinen
- Viktor Claesson

- Emil Forsberg

1 rete
- Florian Kainz
- Philipp Lienhart
- Toral Bayramov
- Renat Dadaşov
- Anton Kryvocjuk
- Ramil Şeydayev (1 rigore)

- Johan Bakayoko
- Yannick Carrasco
- Charles De Ketelaere
- Jan Vertonghen
- Anthony Elanga
- Emil Holm

- Alexander Isak
- Jesper Karlsson
- Dejan Kulusevski
- Robin Quaison

Autoreti
- Bəhlul Mustafazadə (1, pro  Svezia)

- Orel Mangala (1, pro  Austria)